# AZS UMCS Lublin (futsal)
AZS UMCS Lublin – polski akademicki klub futsalowy z Lublina występujący w I lidze. Klub powstał w 2009 roku. Swoje mecze rozgrywa w Hali Globus w Lublinie.